# Rudolph Otto van Holthe tot Echten (1772-1832)
Rudolph Otto van Holthe tot Echten (Rheebruggen, 17 augustus 1772 - Echten, 20 januari 1832) was een Nederlandse politicus.

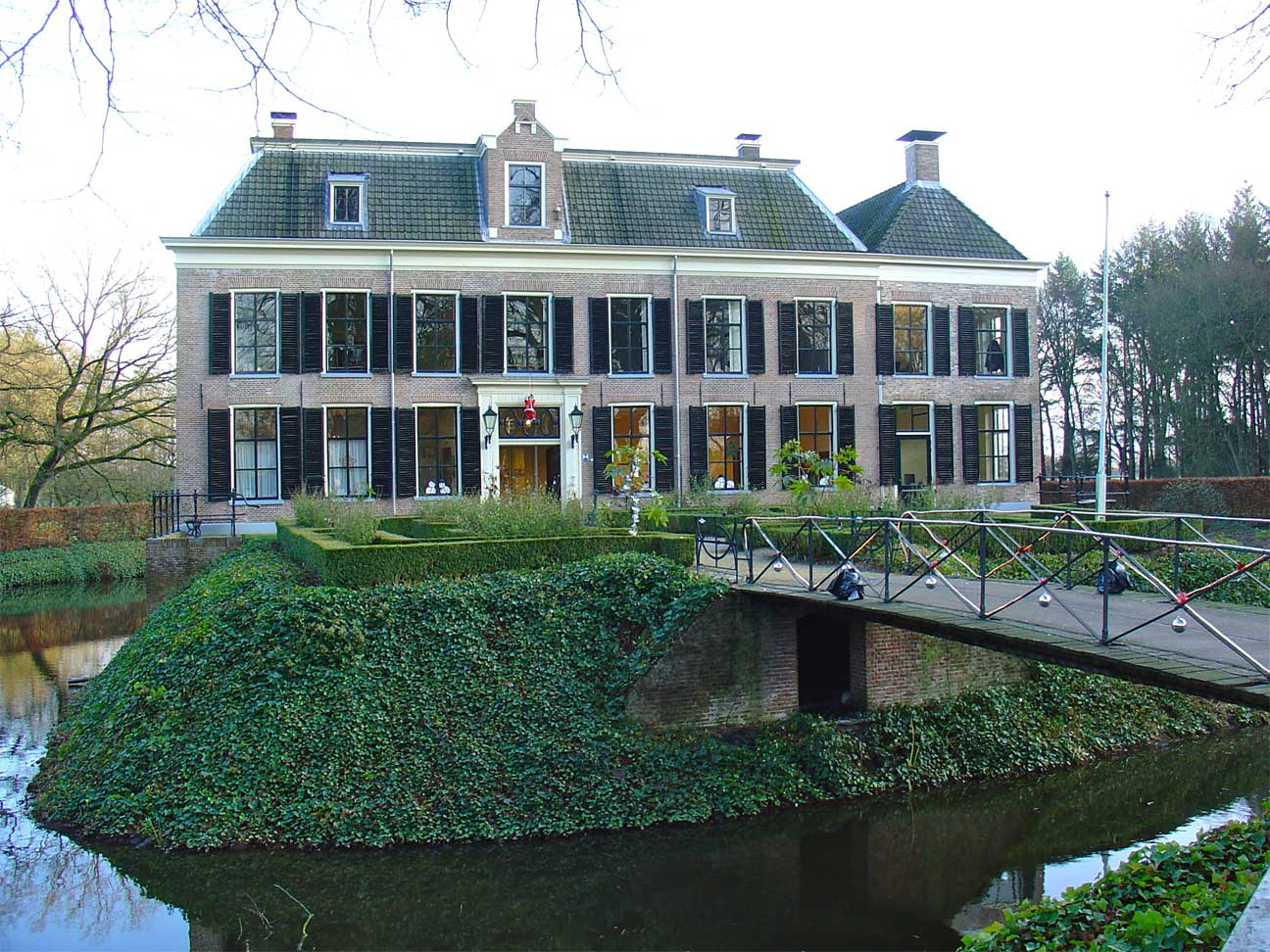
Het Huis te Echten, tot 1971 in het bezit van leden van de familie Van Holthe tot Echten

Jhr. Van Holthe tot Echten was een zoon van Pieter Adam van Holthe en Roelina Gerhardina Gijsberta van den Clooster, vrouwe van Rheebruggen. Hij was geboren op de havezate Rheebruggen. Hij trouwde op 30 maart 1802 met Anna Geertruida van Echten, dochter van de heer van Echten, Roelof (VII) van Echten. Door dit huwelijk kwam hij in bezit van het Huis te Echten. Hij voegde de naam tot Echten toe aan zijn eigen achternaam. Hij werd in 1814 als Van Holthe tot Echten ingeschreven als lid van de Ridderschap van Drenthe. Zijn nakomelingen zouden allen deze naam dragen met uitzondering van zijn oudste zoon Rudolph Arent, die zichzelf Van Echten tot Holthe ging noemen.
Van Holthe tot Echten was van 1809 tot 1810 namens Drenthe lid van het nationale Wetgevend Lichaam. In 1814 was hij namens Wester-Eems lid van de nationale Vergadering van Notabelen. Van 1814 tot 1832 was hij zowel lid van Provinciale Staten van Drenthe als gedeputeerde van deze provincie.
Samen met enkele collega verveners uit Hoogeveen te weten W. de Jonge, Hugo Christiaan Carsten en diens broer de landschrijver van Drenthe Caspar Everhard bezat Van Holthe tot Echten het herenhuis den Angelso in Emmen, waarbij ook drie boerenplaatsen en landerijen behoorden. Waarschijnlijk gebruikten zij dit als beleggingsobject.
Van Holthe tot Echten was een broer van Aalt Willem van Holthe, eigenaar van de Oldengaerde in Dwingeloo en burgemeester van deze voormalige gemeente; zijn broer was eveneens lid van Provinciale Staten van Drenthe. De nakomelingen van Van Holthe tot Echten vervulden diverse bestuurlijke rollen in en buiten Drenthe, zowel op plaatselijk, provinciaal en landelijk niveau.
- Biografisch Portaal: 20994257
- Parlement.com: vg09llv4irzt